# Special Atomic Demolition Munition

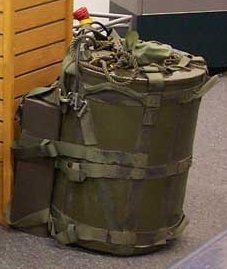
Pojemnik transportowy H-912 dla Mk-54 SADM

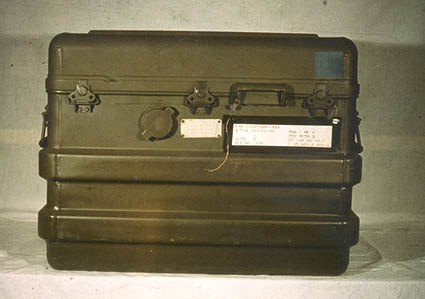
Skrzynka do przechowywania SADM

Special Atomic Demolition Munition (SADM) (pol. Specjalne Jądrowe Środki Rażenia) – projekt Marynarki Wojennej i Korpusu Piechoty Morskiej Stanów Zjednoczonych prezentowany w latach 60., nigdy nie zastosowany. Projekt zakładał wykorzystanie broni jądrowej małej skali (tj. walizkowa bomba atomowa) przez pojedynczego żołnierza (lub agenta) do działań dywersyjnych na zapleczu wroga. Środki jądrowe były na tyle małe i łatwe w transporcie, by żołnierz mógł być zrzucony z nimi ze spadochronem z dowolnego typu samolotu lub śmigłowca i umieścić je, na przykład, w porcie (lub innym obiekcie z dostępem do morza). Inny żołnierz, zrzucany bez ładunku jądrowego, miał zapewnić, w razie potrzeby, wsparcie pierwszemu.
Taka dwuosobowa drużyna miała umieścić ładunek w celu, ustawić zapalnik czasowy i dokonać odwrotu na otwarte morze, gdzie byłaby ewakuowana przez okręt podwodny lub szybką jednostkę nawodną. W ramach projektu trenowano intensywnie procedury zrzutu i ewakuacji żołnierzy.
Inne projekty przewidywały użycie SADM do atakowania ważnych obiektów (lotniska, tamy itp.) i szlaków transportowych (mosty, autostrady, tunele i inne), do których zniszczenia konwencjonalnymi metodami trzeba by zastosować nieporównywalnie więcej zasobów ludzkich, logistycznych oraz sprzętowych. Zastosowanie środków jądrowych zapewniało także szybsze wykonanie zadania, precyzję oraz bardziej skoncentrowane zniszczenia. 
W latach 50. i 60., Stany Zjednoczone opracowały kilka różnych typów lekkiej broni jądrowej do zastosowania w SADM. Jednym z nich była konstrukcja oparta na głowicy W54 – o cylindrycznym kształcie o wymiarach ok. 40 na 60 cm i wadze ok. 68 kg. Odpalana była mechanicznym zapalnikiem czasowym i miała możliwość ustawienia mocy pomiędzy 10 tonami a 1 kilotoną (zależnie od wersji). 

## SADM w popkulturze
- W grze komputerowej Splinter Cell, SADM o nazwie „Ark” jest użyty przez gruzińskich terrorystów by grozić USA.
- W grze komputerowej z Jamesem Bondem Everything or Nothing, w scenie otwierającej Bond przechwytuje sprzedawany SADM.
- W amerykańskim serialu sensacyjnym JAG, w odcinku „Brig Break”, ekstremiści próbują ukraść SADM z bazy marynarki wojennej.
- W filmie Black Dawn z 2005, SADM zostaje sprzedany grupie terrorystów.
- W grze komputerowej „Battlefield 3” z 2011 roku, jedna rosyjska bomba walizkowa zostaje zdetonowana w Paryżu, wybuch drugiej w Nowym Jorku udaremnia postać kierowana przez gracza.
- W serialu TVP „Trzeci oficer” tematem przewodnim jest walizkowa bomba atomowa produkcji ZSRR ukryta na strychu Pałacu Kultury (PKiN) w Warszawie jeszcze za czasów PRL.
- W książce autorstwa Lee Childa z serii Jack Reacher – „Sto Milionów Dolarów”.